# آرکامیبا
آرکامیبا (Archamoebae) یک رده یا فروشاخه از آمیبوزوا است که مشخصه آنها نداشتن میتوکندری است.
این آمیب‌ها شامل سرده‌هایی هم هستند که زندگی به عنوان انگل داخلی یا همسفرگی با جانوران دارند (مانند انتامیبا و اندولیماکس، که ممکن است ایجاد اسهال خونی کنند). سرده‌های دیگر آنها در آب‌های شیرین زندگی می‌کنند و به طور غیرمعمولی دارای تاژک هستند. بیشتر آرکامیبا دارای یک هسته یاخته و تاژک هستند اما آمیب غول‌پیکر پلومیکسا تعداد زیادی از هر کدام دارد.